# Grande Prêmio da França de 2001
Resultados do Grande Prêmio da França de Fórmula 1 realizado em Magny-Cours em 1º de julho de 2001. Décima etapa do campeonato foi vencido pelo alemão Michael Schumacher, da Ferrari.

## Classificação da prova

### Treino classificatório
| Pos.    | Nº | Piloto                | Construtor       | Tempo    | Diferença |
| ------- | -- | --------------------- | ---------------- | -------- | --------- |
| 1       | 5  | Ralf Schumacher       | Williams-BMW     | 1:12.989 | —         |
| 2       | 1  | Michael Schumacher    | Ferrari          | 1:12.999 | + 0.010   |
| 3       | 4  | David Coulthard       | McLaren-Mercedes | 1:13.186 | + 0.197   |
| 4       | 3  | Mika Häkkinen         | McLaren-Mercedes | 1:13.268 | + 0.279   |
| 5       | 12 | Jarno Trulli          | Jordan-Honda     | 1:13.310 | + 0.321   |
| 6       | 6  | Juan Pablo Montoya    | Williams-BMW     | 1:13.625 | + 0.636   |
| 7       | 11 | Heinz-Harald Frentzen | Jordan-Honda     | 1:13.815 | + 0.826   |
| 8       | 2  | Rubens Barrichello    | Ferrari          | 1:13.867 | + 0.878   |
| 9       | 16 | Nick Heidfeld         | Sauber-Petronas  | 1:14.095 | + 1.106   |
| 10      | 10 | Jacques Villeneuve    | BAR-Honda        | 1:14.096 | + 1.107   |
| 11      | 9  | Olivier Panis         | BAR-Honda        | 1:14.181 | + 1.192   |
| 12      | 18 | Eddie Irvine          | Jaguar-Cosworth  | 1:14.441 | + 1.452   |
| 13      | 17 | Kimi Räikkönen        | Sauber-Petronas  | 1:14.536 | + 1.547   |
| 14      | 19 | Pedro de la Rosa      | Jaguar-Cosworth  | 1:15.020 | + 2.031   |
| 15      | 23 | Luciano Burti         | Prost-Acer       | 1:15.072 | + 2.083   |
| 16      | 7  | Giancarlo Fisichella  | Benetton-Renault | 1:15.220 | + 2.231   |
| 17      | 8  | Jenson Button         | Benetton-Renault | 1:15.420 | + 2.431   |
| 18      | 14 | Jos Verstappen        | Arrows-Asiatech  | 1:15.707 | + 2.718   |
| 19      | 22 | Jean Alesi            | Prost-Acer       | 1:15.774 | + 2.785   |
| 20      | 15 | Enrique Bernoldi      | Arrows-Asiatech  | 1:15.828 | + 2.839   |
| 21      | 21 | Fernando Alonso       | Minardi-European | 1:16.039 | + 3.050   |
| 22      | 20 | Tarso Marques         | Minardi-European | 1:16.500 | + 3.511   |
| Fontes: |    |                       |                  |          |           |

### Corrida
| Pos.    | Nº | Piloto                | Construtor       | Voltas | Tempo/Diferença        | Grid | Pontos |
| ------- | -- | --------------------- | ---------------- | ------ | ---------------------- | ---- | ------ |
| 1       | 1  | Michael Schumacher    | Ferrari          | 72     | 1:33:35.636            | 2    | 10     |
| 2       | 5  | Ralf Schumacher       | Williams-BMW     | 72     | + 10.399               | 1    | 6      |
| 3       | 2  | Rubens Barrichello    | Ferrari          | 72     | + 16.381               | 8    | 4      |
| 4       | 4  | David Coulthard       | McLaren-Mercedes | 72     | + 17.106               | 3    | 3      |
| 5       | 12 | Jarno Trulli          | Jordan-Honda     | 72     | + 1:08.285             | 5    | 2      |
| 6       | 16 | Nick Heidfeld         | Sauber-Petronas  | 71     | + 1 volta              | 9    | 1      |
| 7       | 17 | Kimi Räikkönen        | Sauber-Petronas  | 71     | + 1 volta              | 13   |        |
| 8       | 11 | Heinz-Harald Frentzen | Jordan-Honda     | 71     | + 1 volta              | 7    |        |
| 9       | 9  | Olivier Panis         | BAR-Honda        | 71     | + 1 volta              | 11   |        |
| 10      | 23 | Luciano Burti         | Prost-Acer       | 71     | + 1 volta              | 15   |        |
| 11      | 7  | Giancarlo Fisichella  | Benetton-Renault | 71     | + 1 volta              | 16   |        |
| 12      | 22 | Jean Alesi            | Prost-Acer       | 70     | + 2 voltas             | 19   |        |
| 13      | 14 | Jos Verstappen        | Arrows-Asiatech  | 70     | + 2 voltas             | 18   |        |
| 14      | 19 | Pedro de La Rosa      | Jaguar-Cosworth  | 70     | + 2 voltas             | 14   |        |
| 15      | 20 | Tarso Marques         | Minardi-European | 69     | + 3 voltas             | 22   |        |
| 16      | 8  | Jenson Button         | Benetton-Renault | 68     | Pressão do combustível | 17   |        |
| 17      | 21 | Fernando Alonso       | Minardi-European | 65     | Motor                  | 21   |        |
| Ret     | 18 | Eddie Irvine          | Jaguar-Cosworth  | 54     | Motor                  | 12   |        |
| Ret     | 6  | Juan Pablo Montoya    | Williams-BMW     | 52     | Motor                  | 6    |        |
| Ret     | 15 | Enrique Bernoldi      | Arrows-Asiatech  | 17     | Motor                  | 20   |        |
| Ret     | 10 | Jacques Villeneuve    | BAR-Honda        | 5      | Motor                  | 10   |        |
| DNS     | 3  | Mika Häkkinen         | McLaren-Mercedes | -      | Câmbio                 | 4    |        |
| Fontes: |    |                       |                  |        |                        |      |        |

## Tabela do campeonato após a corrida
| Pos.    | Piloto             | Pontos |
| ------- | ------------------ | ------ |
| 1       | Michael Schumacher | 78     |
| 2       | David Coulthard    | 47     |
| 3       | Ralf Schumacher    | 31     |
| 4       | Rubens Barrichello | 30     |
| 5       | Juan Pablo Montoya | 12     |
| Fontes: |                    |        |

| Pos.    | Construtor       | Pontos |
| ------- | ---------------- | ------ |
| 1       | Ferrari          | 108    |
| 2       | McLaren-Mercedes | 56     |
| 3       | Williams-BMW     | 43     |
| 4       | Sauber-Petronas  | 16     |
| 5       | Jordan-Honda     | 15     |
| Fontes: |                  |        |

- Nota: Somente as primeiras cinco posições estão listadas.